# Zalewajka z Rogowa
Zalewajka z Rogowa – regionalny produkt kulinarny (zupa, zalewajka), charakterystyczny dla okolic Stargardu. 27 lutego 2023 wpisany na polską listę produktów tradycyjnych, jako 57 produkt z województwa zachodniopomorskiego. Wniosek w tej sprawie złożyło do Urzędu Marszałkowskiego Województwa Zachodniopomorskiego Koło Gospodyń Wiejskich „Rogowianie”.

## Historia
Zupa gotowana i serwowana była od lat 40. XX wieku, kiedy to w Rogowie i okolicach osiedlili się repatrianci z powiatu piotrkowskiego, województwa świętokrzyskiego, podkarpackiego i Kresów Wschodnich. Receptura została przywieziona wraz z przesiedleńcami i przekazywana była z pokolenia na pokolenie drogą ustną. W zalewajce z Rogowa cechą wyróżniającą jest kształt ziemniaków: krojonych w talarki, a nie np. w kostkę. Zupa funkcjonuje jako element integracyjny wśród mieszkańców, jest np. przygotowywana i podawana na miejscowym boisku podczas imprez sportowych i dożynek.

## Charakterystyka
Mętna zupa o kremowo-szarej barwie jest zawiesista, z widocznymi kawałkami ziemniaków, przysmażoną cebulką i skwarkami. Zapach jest słodko-kwaśny i wyrazisty. Daje się wyczuć zapach kwasu żytniego.